# نادیا بیچکووا
نادیا بیچکووا (اوکراینی: Надія Бичкова؛ ۲۴ اوت ۱۹۸۹ – ) رقصنده اهل اوکراین بود.

## زندگی
در سال ۱۹۸۹ در لوهانسک زاده شد.